# سن نین

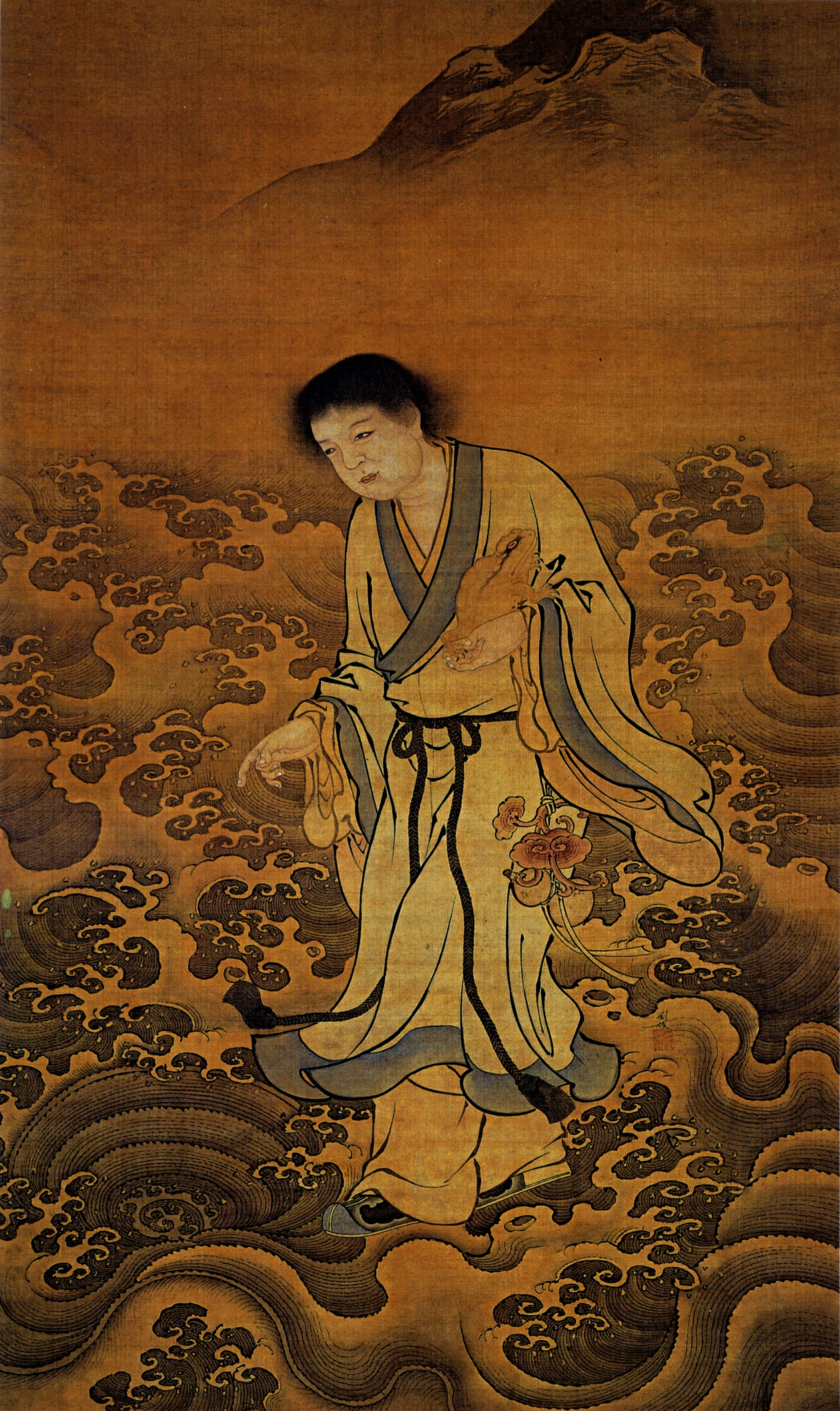
لیو های در حالیکه چان چو(وزغ سه پا) را با خود می برد

اصطلاح ژاپنی سن نین یک وام‌واژه (واژه بیگانه) گرفته شده از واژهٔ چینی خیانرن xiānrén (به چینی: 仙人) می‌باشد، که به معنای «فرد جاویدان» است. خود این واژه از کلمهٔ خیان یا جیان xian به معنای نامیرا و جاودانه مشتق شده‌است که در آئین تائوئیسم به موجوداتی متعالی و خارج از جهان مادی، همچون: غول، جن، پری و.... گفته می‌شود.
سن نین نام چندین شخصیت اساطیری در ژاپن است. به عنوان مثال، ایککاکو سن نین (一角 仙人 «تک شاخ جاودانه») یک اجرای نوه Noh [نوعی موسیقی کلاسیک ژاپنی] بوده که توسط کمپارو زنچیکو (金 春 禅 竹) (زادهٔ: ۱۴۰۵، درگذشت: ۱۴۷۱) اجرا گردیده‌است. همچنین در افسانه‌های ژاپنی از گاما سن نین(虾 蟇 仙人 «وزغ جاویدان») نام برده شده که افسانه‌ای بر مبنای افسانهٔ چینی لیو های(刘海) می‌باشد، که افسانه‌ای مربوط به قرن دهم بود و از کیمیاگری سخن می‌گفت که راز جاودانگی را از چان چو (وزغ سه پا) آموخته بود.

## در رسانه
ناروتو (انیمه و مانگا)، که معمولاً به کلمهٔ سایگ (یک زاهد منزوی و گوشه نشین) ترجمه می‌شود، با استفاده از حس داستان پردازی، مبدل به زاهدی شده که پیرمردی دانا محسوب می‌شود که همواره قهرمانان قصه را در تلاش خود برای رسیدن به یک پایان خوش و مطلوب، یاری می‌کند. سن نین معمولاً یا به شکل انسان یا به صورت یک وزغ انسان نما، نمایش داده می‌شود.